# TV3 Max
TV3 Max er en dansk sports- og serie-tv-kanal, som fik premiere den 31. oktober 2017, da den overtog TV3 Sport 2, som lukkede den 30. oktober 2017.
Al sport på TV3 Sport 2 kan ses på TV3 Max, som også vil sende komedieserier som The Simpsons, Dads, How I Met Your Mother og Last Man on Earth.
Alle, der kunne se TV3 Sport 2, har automatisk adgang til TV3 Max.
TV3 Max sender meget fodbold - blandt andet Bundesligaen og Premier League, men også en del håndbold. 